# Tony Martin (musiker)

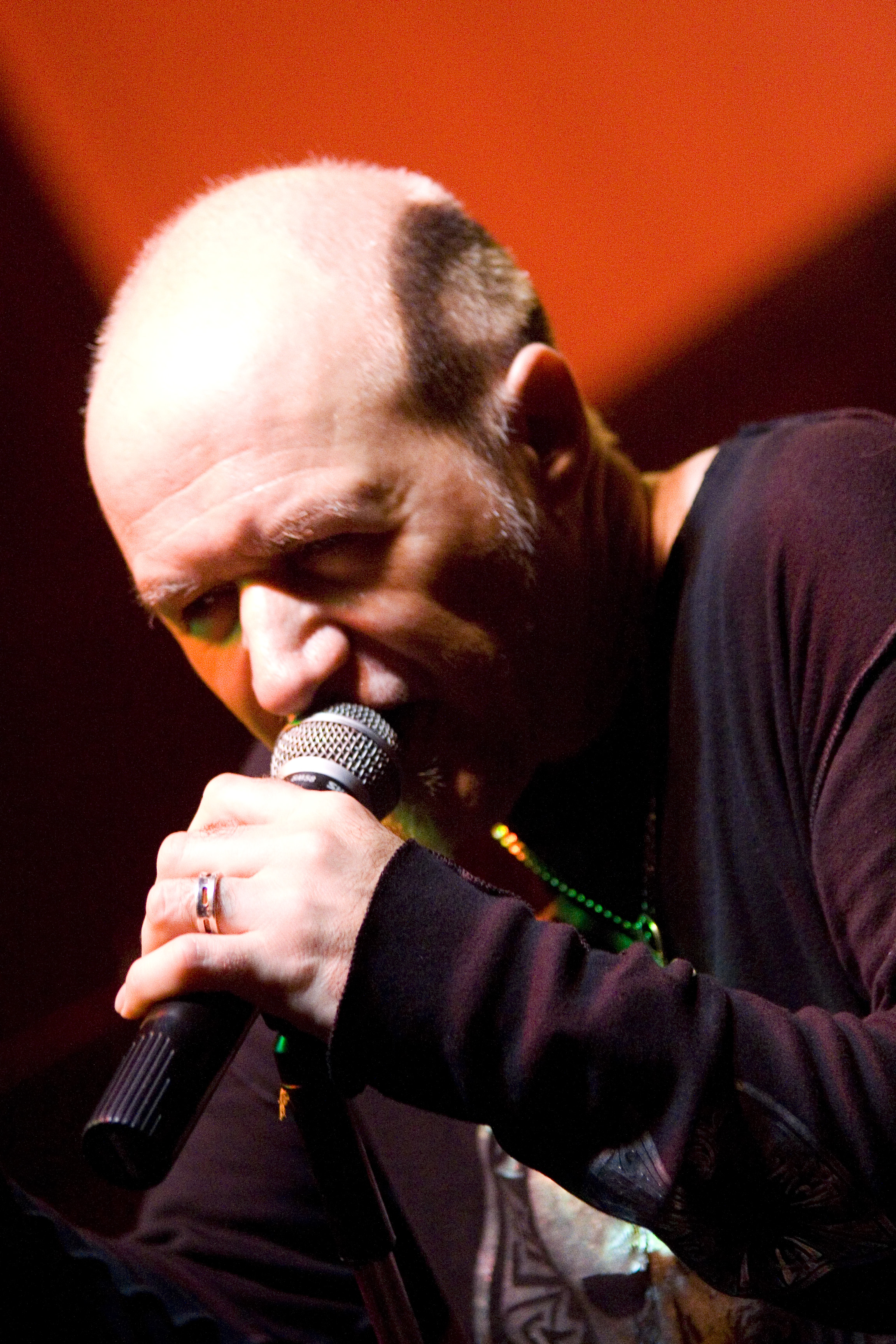
Tony Martin

Tony Martin, född 19 april 1957 som Anthony Phillip Harford i Birmingham, England, är en brittisk heavy metal-sångare. Han är mest känd som sångare i Black Sabbath 1987–1991 och 1993–1997. Martin var bandets näst längsta kvarstående sångare efter Ozzy Osbourne.
Efter hans andra och sista avhopp från Black Sabbath har han spelat med en rad olika artister, bland annat Misha Calvin, The Company of Snakes samt The Cage. Men turnerar numera som soloartist under namnet Tony Martin's Headless Cross, som spelar låtar från albumen The Eternal Idol, Headless Cross, Tyr, Cross Purposes och Forbidden. Även Black Sabbath-keyboardisten Geoff Nicholls var med i detta band fram till sin död.